# Orchis patens
Orchis patens Desf., 1799 è una pianta appartenente alla famiglia delle Orchidacee, diffusa nel bacino del Mediterraneo occidentale.

## Descrizione

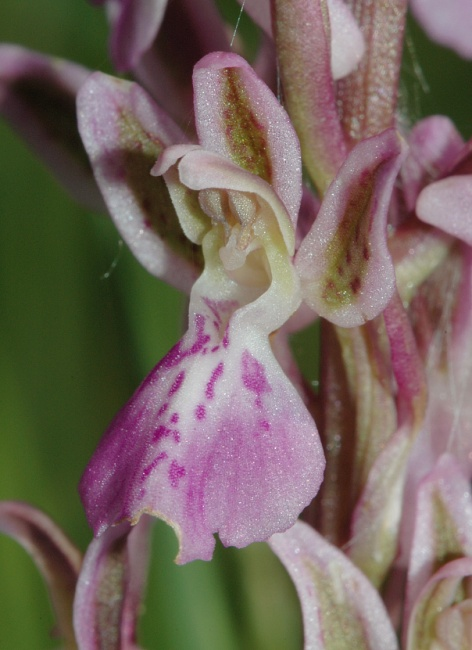
Dettaglio del fiore

È una pianta erbacea geofita bulbosa, con fusto alto da 20 a 50 cm, di colore verde, virante verso il bruno violaceo nella parte superiore. 

Le foglie basali, da 3 a 7, sono riunite in rosetta, e sono lanceolate, lunghe sino a 20 cm, a volte maculate con punteggiatura bruno-chiara; quelle cauline, da 1 a 3, sono più piccole e inguainano il fusto; le brattee, strette, sono di colore rosso-violaceo.

I fiori, di colore dal rosa al lilla, sono riuniti in infiorescenze dense, di forma grossolanamente cilindrica. I sepali laterali, concavi, presentano una area centrale verdognola maculata di porpora; il sepalo mediano è ripiegato a casco sui petali, anch'essi di colore verdognolo al centro. Il labello è trilobato, rosa purpureo con un'area più chiara alla base, con lobo mediano punteggiato lungo 10–14 mm, con margine grossolanamente dentellato. Lo sperone è conico, orizzontale con apice leggermente discendente, lungo 6–8 mm.
Fiorisce da aprile a maggio.
La forma del seme è clavata con cellule basali e apicali corte, mentre le cellule mediali sono allungate. Le pareti periclinali sono lisce, poiché gli ornamenti sono assenti, e le pareti anticlinali sono sinuose/ondulate. Il numero di cellule lungo l'asse longitudinale è compreso tra cinque e otto (generalmente sette). La lunghezza media dei semi è circa 400 µm.

## Biologia
La germinazione dei semi di Orchis patens è stata dimostrata essere indotta dalla simbiosi con il fungo micorrizico Tulasnella helicospora.
Il numero cromosomico di Orchis patens è 2n=84.

## Distribuzione e habitat
Ha un areale molto frammentato che comprende il Nord Africa (Algeria e Tunisia) e l'Italia, dove attualmente è presente solo in Liguria orientale; in passato era stata osservata anche in Sicilia nei pressi di Palermo (descritta da Vincenzo Tineo come Orchis panormitana) ma quest'ultima potrebbe trattarsi di una errata identificazione. Recentemente, uno studio genetico sulle popolazioni del Mediterraneo ha evidenziato una differenza genetica significativa tra la popolazione africana (originariamente descritta da Desfontaines nel 1799) e la popolazione italiana che può essere considerata una differente sottospecie, Orchis patens subsp. brevicornis
Cresce preferenzialmente su suoli acidi, in oliveti, radure di castagneti e querceti, prati, lungo i margini di terreni coltivati, in piena luce o in semiombra, dal livello del mare fino a 1500 m di altitudine.

## Conservazione
Per la esiguità del suo areale, la Lista rossa IUCN classifica Orchis patens come specie vulnerabile..
La specie è stata scelta come specie bandiera per il progetto di conservazione LIFEorchids cofinanziato dal programma LIFE dell'Unione Europea.